# 戈久瓦烏帕齊拉 (巴蓋爾哈德縣)
戈久瓦是孟加拉國的一個烏帕齊拉，位於庫爾納專區的巴蓋爾哈德縣。。

## 人口
戈久瓦共有戶數18553戶。據2011年孟加拉國人口普查，其共有人口97011人，其中男性佔比49.251%，女性50.749%；成年人口67352人，其中男性33675人、女性33677人。該地7歲以上人口之平均識字率為61.5%，高於全國平均值。